# Colomadu
Colomadu (Tjolomadoe ook Tjalamadoe) is een onderdistrict (kecamatan) in het regentschap Karanganyar in de Indonesische provincie Midden-Java op Java, Indonesië.

## Verdere onderverdeling
Het onderdistrict Colomadu is anno 2010 verdeeld in 11 kelurahan, plaatsen en dorpen:
| Plaats code | Naam kelurahan, plaatsen en dorpen | Inwoners in 2010 |
| ----------- | ---------------------------------- | ---------------- |
| 001         | Ngasem                             | 5.389            |
| 002         | Bolon                              | 6.494            |
| 003         | Malangjiwan                        | 11.378           |
| 004         | Paulan                             | 3.118            |
| 005         | Gajahan                            | 2.080            |
| 006         | Blulukan                           | 7.048            |
| 007         | Gawanan                            | 5.986            |
| 008         | Gedongan                           | 8.432            |
| 009         | Tohudan                            | 5.687            |
| 010         | Baturan                            | 10.108           |
| 011         | Klodran                            | 5.377            |

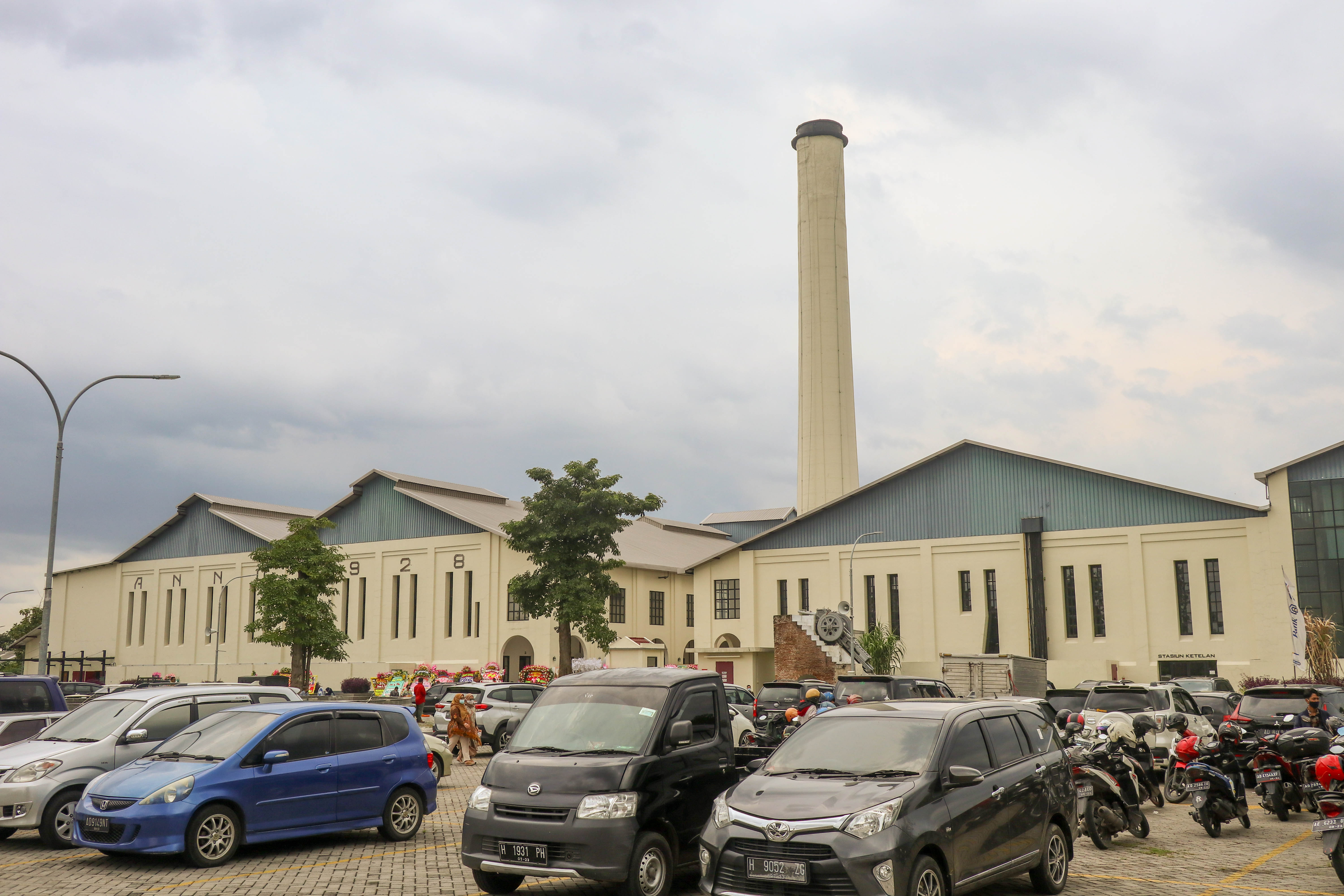
De gebouwen van de suikerfabriek Colomadu (Pabrik Gula Colomadu) in  Malangdjiwan zijn gerenoveerd en is nu een museum.

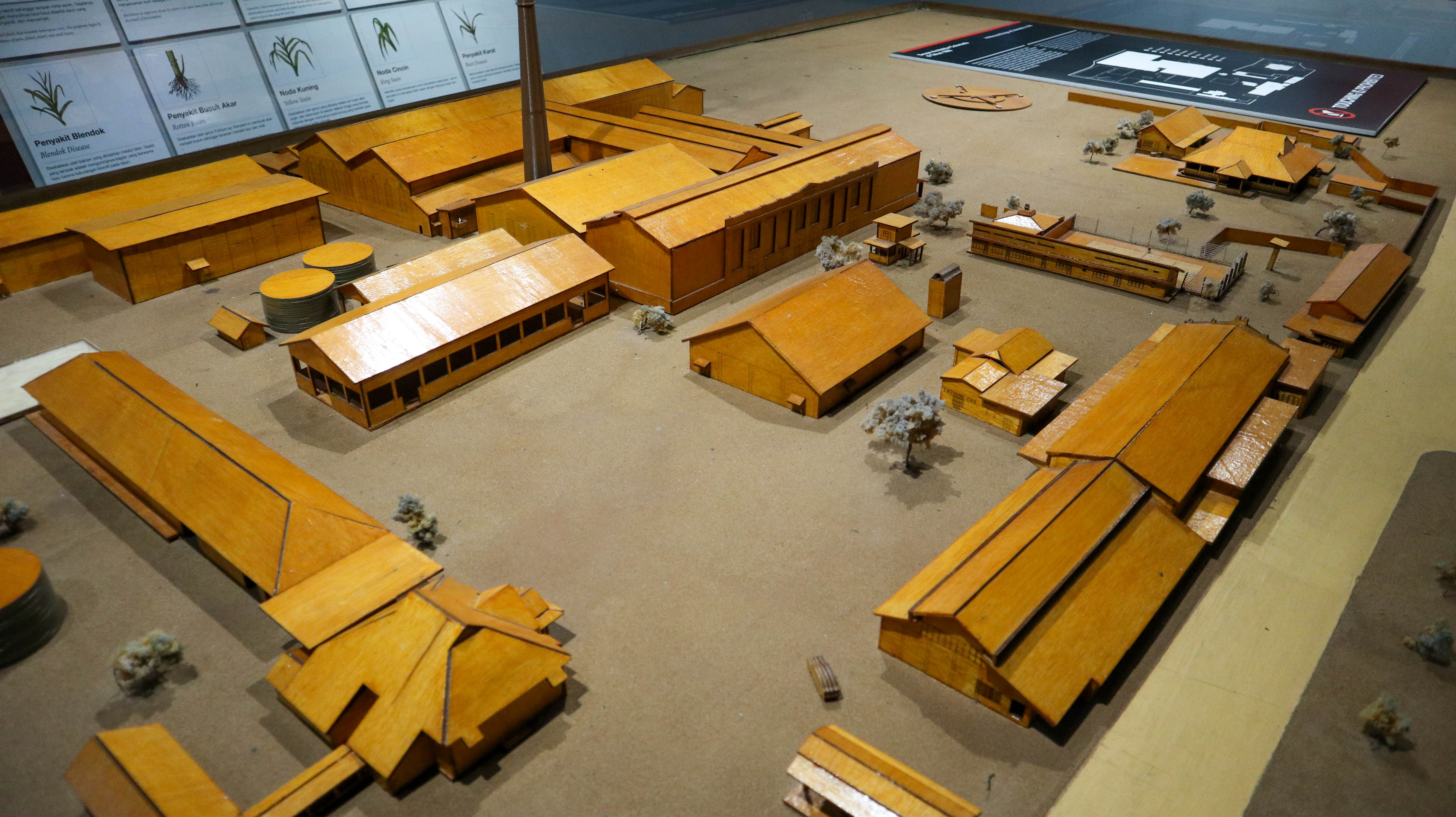
Maquette van de gebouwen van de suikerfabriek Colomadu (Pabrik Gula Colomadu) in  Malangdjiwan.